# Cantonul Castelsarrasin-2
Cantonul Castelsarrasin-2 este un canton din arondismentul Castelsarrasin, departamentul Tarn-et-Garonne, regiunea Midi-Pyrénées, Franța.

## Comune
- Albefeuille-Lagarde
- Barry-d'Islemade
- Castelsarrasin (parțial, reședință)
- Labastide-du-Temple
- Les Barthes
- Meauzac